# Vaidutis
Vaidutis ist ein litauischer männlicher Vorname, Verniedlichung von Vaidas. Die weibliche Form ist Vaidutė.

## Namensträger
- Vaidutis Laurėnas (* 1958), Politologe, Rektor der Universität Klaipėda